# Araucaria bernieri
Araucaria bernieri és una espècie de conífera de la família de les Araucariàcies (Araucariaceae). Només es troba a Nova Caledònia a cotes inferiors als 700 metres, principalment a la part sud de l'illa principal.

## Descripció
Araucaria bernieri creix com un arbre columnar gran perennifoli que pot arribar a fer fins als 40 a 50 metres d'alçada, tot i que els exemplars que creixen en sòls més pobres tendeixen a ser més petits. L'escorça és grisa i cau en tires fines. Les branques de 4 a 6 mm de gruix en un nivell que estan disposades en forma d'U.
En exemplars joves, les fulles són agullades i relativament gruixudes, d'uns 7 mm de llarg, triangulars amb un extrem superior molt afilat. En exemplars més vells, les fulles, que se superposen com les teules, fan de 2 a 3,5 mm de llarg i d'1,5 a 2,5 mm d'amplada, en forma d'escala, amb quilla triangular amb un extrem superior corbat.
És un arbre dioic amb sexes separats. Els cons de flors masculines són de color blanc blavós en forma cilíndrica, de 4 a 9 cm de llarg i de 0,8 a 1,6 cm de diàmetre. Contenen microesporofil·les triangulars amb de quatre a sis sacs de pol·len. Els cons femenins de color clar blau verd fan 10 cm de llarg i de 7,5 a 8 cm de diàmetre. La llavor és en forma d'ou, que fa uns 3 cm de llarg, té una ala àmpliament arrodonida.

## Distribució i hàbitat
L'àrea de distribució natural d'Araucaria bernieri inclou l'illa de Grande Terre, part de Nova Caledònia. Es troba a la part sud de l'illa des del coll de Petchécara fins a la Plaine des Lacs. La sospita que creixia a la part nord de l'illa a la zona que envolta el municipi de Poum va resultar ser exemplars de l'espècie Araucaria scopulorum de Laubenfels.
Araucaria bernieri prospera en altituds entre 0 i 700 metres. Habita principalment boscos humits i perennes i valls fluvials. Creix principalment en sòls que es desenvolupen sobre roques ultramàfiques.

## Perill i protecció
Araucaria bernieri està catalogada com a "vulnerable" a la Llista Vermella de la Unió Internacional per a la Conservació de la Natura (UICN). Està amenaçada per la pèrdua d'hàbitat amb una població salvatge de menys de 10.000 arbres i es preveu que disminueixi al voltant d'un 10% durant els propers 10 anys. La construcció de mines i les activitats associades com la construcció de carreteres i l'emmagatzematge de residus es cita com una de les principals raons de perill. Els incendis forestals representen una amenaça particular per a la regeneració, l'amenaça de l'explotació forestal ara és de poca importància.

## Taxonomia
Araucaria bernieri fue descrita por John Theodore Buchholz y publicado en Bulletin du Muséum d'Histoire Naturelle 21: 280, en el año 1949.
Etimologia
Araucaria: nom genèric que prové dels araucans.
bernieri: epítet
Varietat
A. bernieri var. pumilio Silba va ser descrita a l'any 2000, basat en mostres obtingudes del massís Tiebaghi a la part nord de Nova Caledònia. Aquestes mostres han estat redeterminades com a Araucaria scopulorum. Altres exemplars de Poum i Tiebaghi que se citen al Flore de la Nouvelle-Calédonie dépendances et (Laubenfels de 1972) també han estat reidentificades com a Araucaria scopulorum.
Sinonímia
- Araucaria bernieri subsp. buchholzii Silba
- Eutassa bernieri (J.Buchholz) de Laub.
- Eutassa biramulata (J.Buchholz) de Laub.[5]